# A kőműves
A kőműves (eredeti cím: The Bricklayer) 2024-ben bemutatott amerikai akcióthriller, melyet Renny Harlin rendezett. A forgatókönyvet Hanna Weg és Matt Johnson írta, Paul Lindsay 2010-es The Bricklayer című regényéből. A főbb szerepekben Aaron Eckhart, Nina Dobrev, Tim Blake Nelson, Ilfenesh Hadera és Clifton Collins Jr. látható.
Az Amerikai Egyesült Államokban 2024. január 5-én mutatták be a Vertical Entertainment forgalmazásában.

## Cselekmény
Steve Vail kiábrándult és harcedzett egykori CIA-ügynök, visszavonulása óta kőművesként dolgozik. Amikor ismeretlenek egy hónapon belül három, az amerikai hírszerzést is kritizáló nemzetközi újságíróval végeznek Görögországban, a gyanúba keveredő CIA-nak szüksége van a férfi segítségére. Kate Bannon, az ügynökség magasan képzett ügynöke a halottnak hitt ex-ügynököt, Victor Radeket véli felelősnek a merényletekért. Mivel Vail volt Radek társa és barátja, Kate és O'Malley, a CIA-igazgatója felkeresi a Philadelphiában élő kőművest. Vail megtudja tőlük, hogy Radek a CIA-hoz fordult menedékjogokért, de álcája sikertelen volt, és az oroszok kivégezték családját. Az ügynök ezért megrendezte halálát és bosszúhadjáratot indított. Vail feladata lenne az áruló CIA-munkatárs megtalálása és Radek ámokfutásának megállítása, de ő visszautasítja az ajánlatot. Munka közben fegyveresek az életére törnek, és felfedezi, a merénylők Radek emberei, ezért vonakodva elfogadja a CIA utasításait.
Görögországba érve Vail elveti a CIA módszereit és kapcsolatba lép régi barátjával, Patricióval. Egy partin találkozik egykori szerelmével, a CIA helyi kirendeltségének vezetőjével, Tye-jal. A nő elárulja neki, hogy egy Kostas nevű politikus is célpont, az immár gengszterként tevékenykedő korábbi informátor, Sten pedig esetleg tudhat Radek hollétéről. Egy medencés partin Vail konfrontálódik Stennel, összeveri annak biztonsági embereit, majd a megérkező Kate autójával elmenekül. Az ügynöknő ugyanis poloskát helyezett el társa ruháján, de ő felfedezte azt és Stenre rakta át, így követni tudják a gengsztert. Vail elárulja: annak idején őt bízták meg Radek megölésével. A CIA-tól eközben zsarolók 100 millió dollárnyi Bitcoint követelnek, kényes információkért cserébe.
Az ügynöknő és Vail betör Sten házába, ahol a kőműves férfi kiszúr egy szokatlan téglafalat és rejtett dokumentumokat talál mögötte. Kate megtalálja az egyik kivégzett újságíró, Greta Becker telefonját. Sten egyik testőre váratlanul felbukkan, CIA-s kiképzése ellenére Kate leblokkol, ezért Steven öli meg támadójukat. A telefon elemzésével Patricio elvezeti őket a következő célszemélyhez, Alekos Melashoz. A helyszínre érve egy erőszakossá fajuló felvonulást találnak, Vail hívást kap Victortól, aki elmagyarázza: az ügynökség leplezte le annak idején, amiért nem tudta elvégezni egyik megbízatásukat, Kostas megölését. A volt ügynök ezért kezdte el zsarolni a CIA-t. Mielőtt Vail rátalálhatna, Radek megöli Melast és elmenekül.
Kate attól tart, ha Radek listája a célszemélyekről napvilágra kerül, az egész világ a CIA ellen fordul. Vail arra gyanakszik, O’Malley a tégla. Meglátogatja Tye-t és felmelegítik kapcsolatukat. Kate talál két eldobható telefont Vail táskájában és gyanakodni kezd rá. Vail elismeri, beszélt Radekkel, de nem árulja el, miért. Patricio raktárában a férfi holttestét találják, akivel Sten emberei végeztek, bár tűzharc közben elfogják Kate-t, Vail megöli őket. O'Malley úgy dönt, felmenti Vailt a munka alól. Kate-t küldi a kizsarolt összeggel a megadott helyszínre, de Vail nem hajlandó félreállni és átveszi a nő helyét. Radek, aki Kostas megölésére készül, egy bombával csapdát állít Vailnek, de ő megússza a robbanást. Elmegy Kostas beszédére és ártalmatlanná teszi a merényletre készülő Radeket. Bocsánatot kér tőle, amiért nem tudta megvédeni családját, majd agyonlövi a merénylőt.
O’Malley kimenti Vailt a helyi rendőrség kezei közül, azt állítva, Vail az ügynökségnek dolgozik. A CIA rátalál Radek vallomására, benne az összes célszemély nevével. Vail találkozik Tye-jal és megtudja, hogy a nő végig Radeknek segített. Egykori szerelme bérgyilkosokat küld a kőművesre, de Kate megérkezik és ezúttal nem hezitál, hanem lelövi az autóval feléjük száguldó Tye-t. O'Malley előlépteti Kate-t, de ő úgy dönt, inkább felmond és más módon szolgálja a hazáját. Vail is visszatér a kőművesmunkához.

## Szereplők

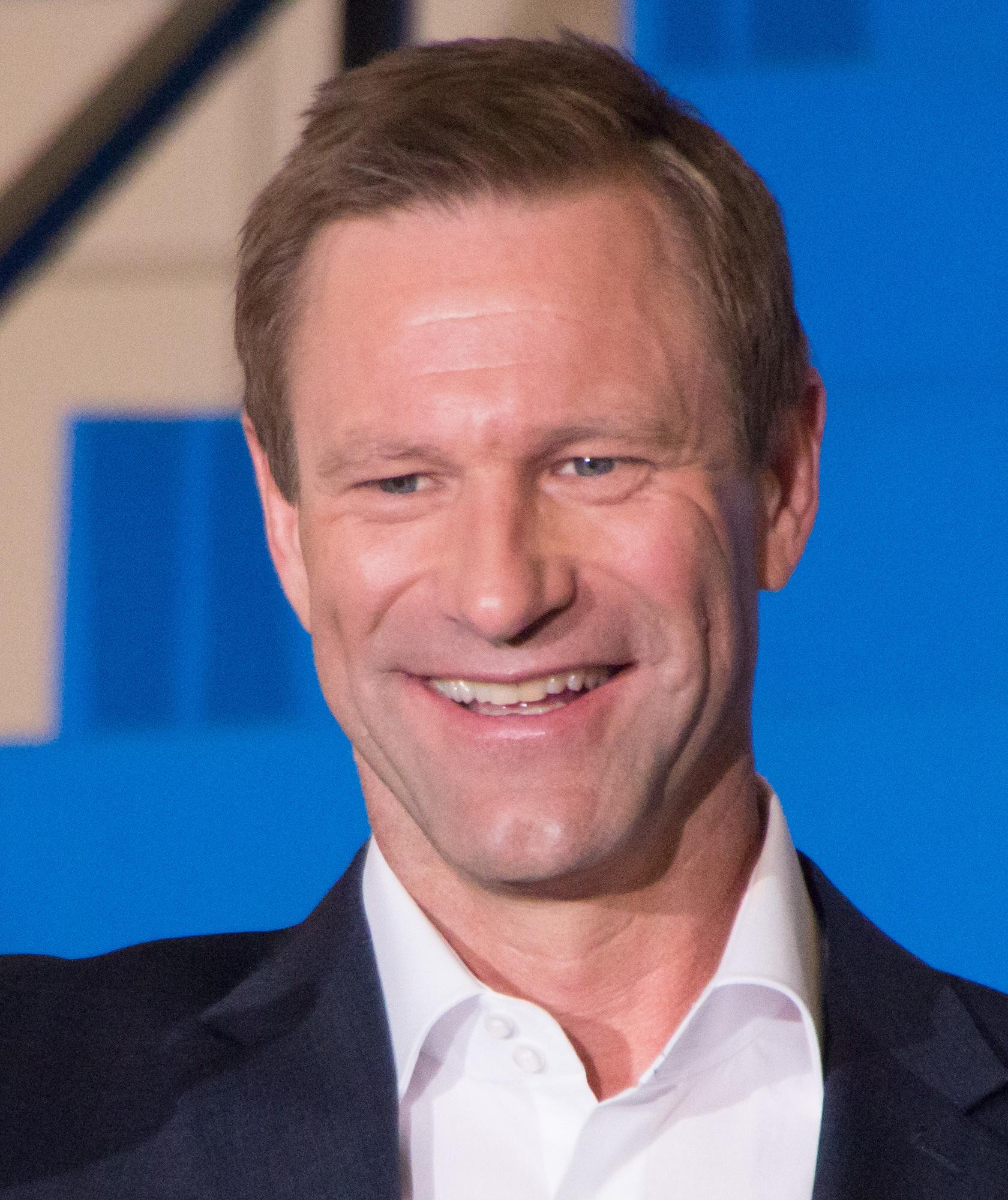
Aaron Eckhart, a film főszereplője

| Szerep                     | Színész             | Magyar hang        | Leírás                                    |
| -------------------------- | ------------------- | ------------------ | ----------------------------------------- |
| Steve Vail                 | Aaron Eckhart       | Stohl András       | kőművesként dolgozó egykori CIA-ügynök    |
| Kate Bannon                | Nina Dobrev         | Bogdányi Titanilla | CIA-ügynök                                |
| Victor Radek               | Clifton Collins Jr. | Dolmány Attila     | egykori CIA-ügynök, Vail barátja          |
| O'Malley                   | Tim Blake Nelson    | Fekete Zoltán      | CIA-igazgató                              |
| Tye Delson                 | Ilfenesh Hadera     |                    | a CIA szaloniki kirendeltségének vezetője |
| Denis 'Sten' Stefanopoulos | Ori Pfeffer         |                    | informátorból lett gengszter              |
| Greta Becker               | Veronica Ferres     | Farkasinszky Edit  |                                           |

## A film készítése
2011 augusztusában jelentették be a film elkészítését, Gerard Butler főszereplésével és produceri közreműködésével. 2022 januárjában Aaron Eckhart lett Butler helyett a főszereplő. 2022 februárjában Nina Dobrev is csatlakozott a szereplőkhöz, őt ugyanebben a hónapban Tim Blake Nelson és Clifton Collins Jr. követte. 2022 májusában jelentették be  Ilfenesh Hadera szereplését.
A forgatás 2022 márciusában kezdődött a görögországi Szalonikiben. A Nu Boyana Film Studios Bulgáriában és Görögországban található helyszínein is vettek fel jeleneteket.

## Fordítás
- Ez a szócikk részben vagy egészben  a   The Bricklayer (2024 film) című angol Wikipédia-szócikk ezen változatának fordításán alapul.  Az eredeti cikk szerkesztőit annak laptörténete sorolja fel. Ez a jelzés csupán a megfogalmazás eredetét és a szerzői jogokat jelzi, nem szolgál a cikkben szereplő információk forrásmegjelöléseként.